# Ophiocapnocoma
Ophiocapnocoma är ett släkte av svampar. Ophiocapnocoma ingår i familjen Metacapnodiaceae, ordningen Capnodiales, klassen Dothideomycetes, divisionen sporsäcksvampar och riket svampar.
|                | Rosaria                                                                                 |
|                |                                                                                         |
| Ophiocapnocoma | \| \| Ophiocapnocoma phloiophilia \| \| \| \| \| \| Ophiocapnocoma batistae \| \| \| \| |
|                | \| \| Ophiocapnocoma phloiophilia \| \| \| \| \| \| Ophiocapnocoma batistae \| \| \| \| |
|                | Capnophialophora                                                                        |
|                |                                                                                         |
|                | Capnocybe                                                                               |
|                |                                                                                         |
|                | Capnosporium                                                                            |
|                |                                                                                         |
|                | Capnobotrys                                                                             |
|                |                                                                                         |
|                | Hormiokrypsis                                                                           |
|                |                                                                                         |
|                | Metacapnodium                                                                           |
|                |                                                                                         |
|                | Ophiocapnocoma phloiophilia                                                             |
|                |                                                                                         |
|                | Ophiocapnocoma batistae                                                                 |
|                |                                                                                         |

|  | Ophiocapnocoma phloiophilia |
|  |                             |
|  | Ophiocapnocoma batistae     |
|  |                             |